# Immeuble du ministère de l'Économie, des Finances et de l'Industrie
L'immeuble du ministère de l'Économie, des Finances et de l'Industrie est le bâtiment officiel construit entre 1984 et 1989 au 139, rue de Bercy à Paris, pour héberger le ministère de l'Économie, des Finances et de l'Industrie. Depuis son déménagement en 1989 de l'aile Richelieu, au palais du Louvre, le ministère de l'Économie et des Finances occupe ces locaux, dans le quartier de Bercy, entre le quai de la Rapée et de part et d'autre de la rue de Bercy, d'où par métonymie l'appellation de « Bercy » pour désigner ce ministère.

## Situation
Ce site est desservi par les stations de métro Bercy, Gare de Lyon, Quai de la Gare et Chevaleret, par les bus 24 et 87, arrêt ministère de l'Économie et des Finances et par le RER A, station Gare de Lyon.
L'immeuble est à proximité du palais omnisports de Paris- Bercy, des gares de Lyon et de Bercy.

## Histoire
Le projet de construction d'un bâtiment officiel pour héberger les Finances publiques — il s'agit du deuxième bâtiment officiel de la République française construit volontairement pour abriter les services d'un ministère précis, celui chargé des finances et de la politique économique — est décidé à l'initiative de président de la République François Mitterrand en 1981, pour restituer au musée l'ensemble du palais du Louvre, avant l'Exposition universelle de 1989 dont le projet est finalement annulée. Avant cette date, les services centraux du ministère sont dispersés sur plusieurs sites, la plupart se trouvant avec le ministre au palais du Louvre, dans l'aile Richelieu (à partir de mai 1871), et durent déménager dans l'optique des travaux du « Grand Louvre ». Le documentaire 1974, une partie de campagne montre d'ailleurs le bureau occupé au Louvre par Valéry Giscard d'Estaing, alors ministre de l'Économie.
En 1982, le quartier de Bercy est retenu pour son implantation, devant être comprise entre la gare de Lyon, les entrepôts viticoles de Bercy et le quai de La Rapée, provoquant une longue polémique (« …subsiste l’absurdité de l’éloignement du ministère des finances à Bercy », Le Monde, 4 octobre 1988 ; « Bercy, mal aimé des grands travaux », Le Monde, 8 mai 1990).
À la suite d'un concours national d’architecture lancé quelques mois plus tard, sont retenus le projet présenté par Paul Chemetov et Borja Huidobro pour les bâtiments Colbert, Vauban et Necker, en 1982 et le projet des architectes Louis Arretche et Roman Karasinsky pour les bâtiments Sully et Turgot en 1983. Le maître d’ouvrage était le ministère des Finances (DPSG), et les maîtres d’œuvre, les architectes, assistés d' Emile Duhart-Harosteguy, architecte-conseil. Les entreprises chargées du gros œuvre sont la société Dumez et DTP (Bouygues). Plus de 250 entreprises ont travaillé pour la construction de Bercy. Le chantier des différents bâtiments démarre en 1984.

Bâtiment Colbert
Bâtiment Vauban
Bâtiment Necker
Bâtiment Sully
Bâtiment Turgot
Centre de conférences Pierre Mendès-France
Pavillon de la barrière d'eau
Pavillon de l'ancienne douane

Des cinq bâtiments principaux, trois sont situés dans le quartier de Bercy :
- « Colbert », dont l'extrémité sud-ouest a ses fondations dans le lit de la Seine, est situé sur le côté nord-ouest du début du boulevard de Bercy, celui-ci étant établi au débouché nord-est du Pont de Bercy.
- « Vauban » est situé au nord-ouest de Colbert, séparé de celui-ci par l'allée Jean-Monnet.
- « Necker » est au nord de « Colbert », relié à celui-ci par un corps de bâtiment enjambant la rue de Bercy.

Les deux autres bâtiments, situés un peu plus au nord-ouest, au-delà de la rue Villiot et donc dans le quartier des Quinze-Vingts.
- « Turgot », le plus au nord-ouest des deux.
- « Sully » (entre « Turgot » et « Necker »).

Ils sont établis sur le côté nord-est de la rue de Bercy et plus précisément l'allée de Bercy qui longe celle-ci. Ces deux bâtiments (ainsi que « Necker ») jouxtent eux-mêmes les emprises de la gare de Lyon, situées encore plus au nord-est.
De 1987 à 1989, environ 6 000 agents emménagent le complexe architectural d'une superficie de 260 000 m2 de plancher. L’installation des agents se fait en commençant par les bâtiments Sully et Turgot, puis l’année suivante dans les bâtiments Necker et Vauban. Enfin, en juin 1989, les ministres s’installent à leur tour dans le bâtiment Colbert. Pierre Bérégovoy fut le premier ministre des Finances à s'installer à Bercy.

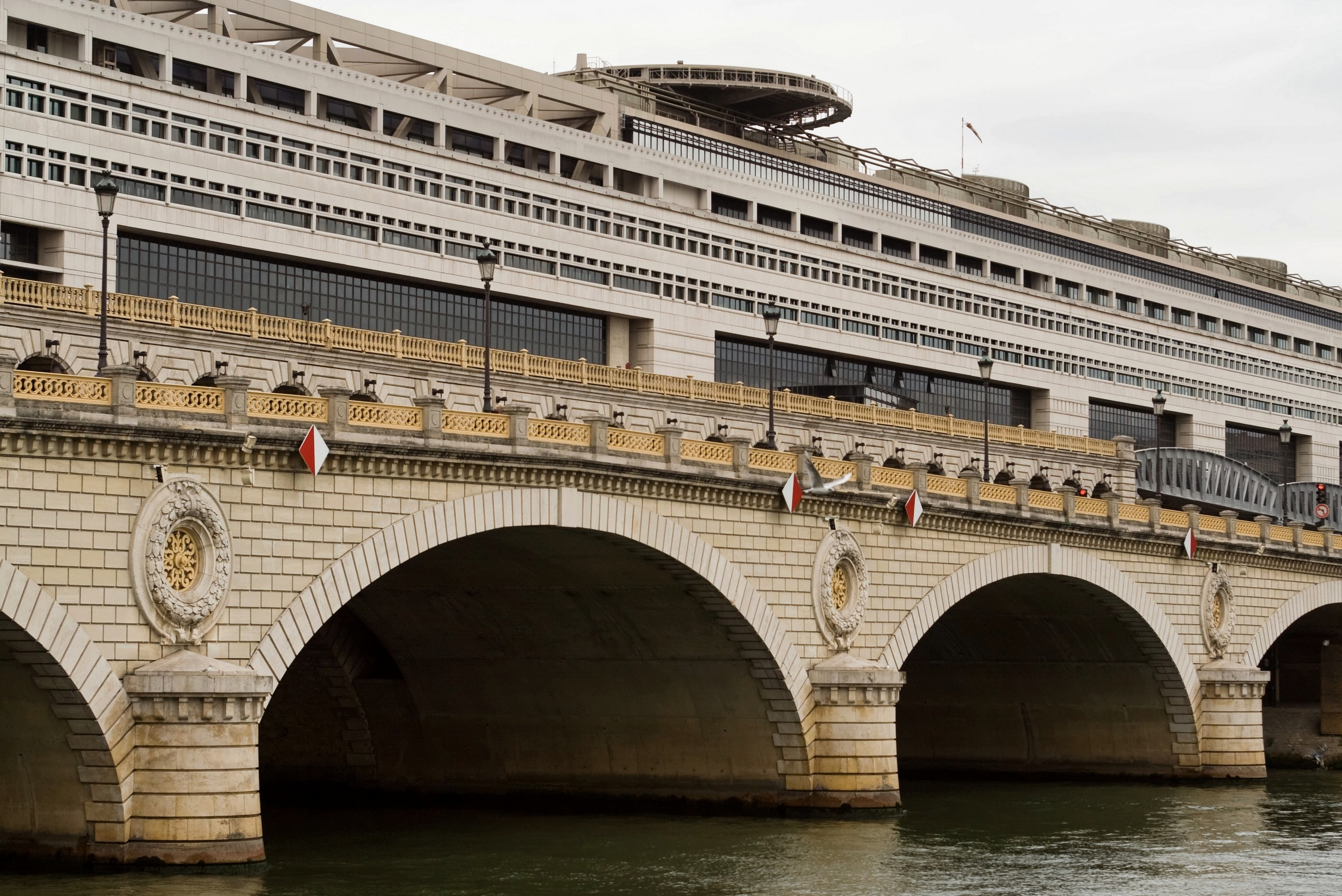
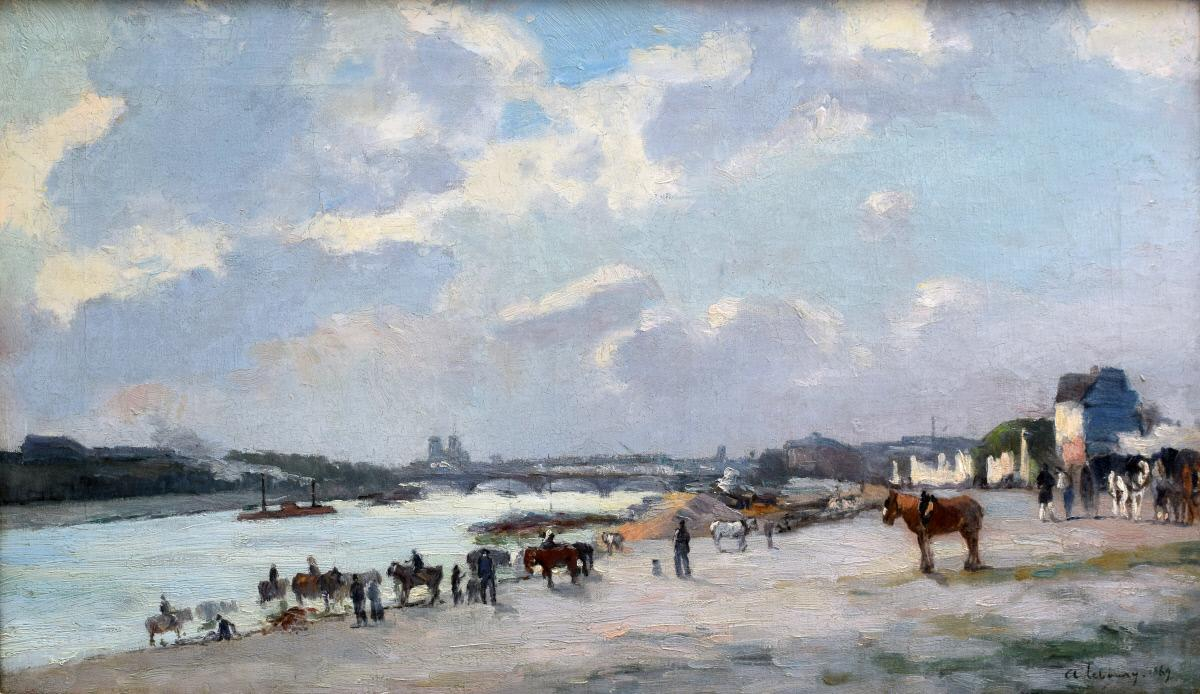
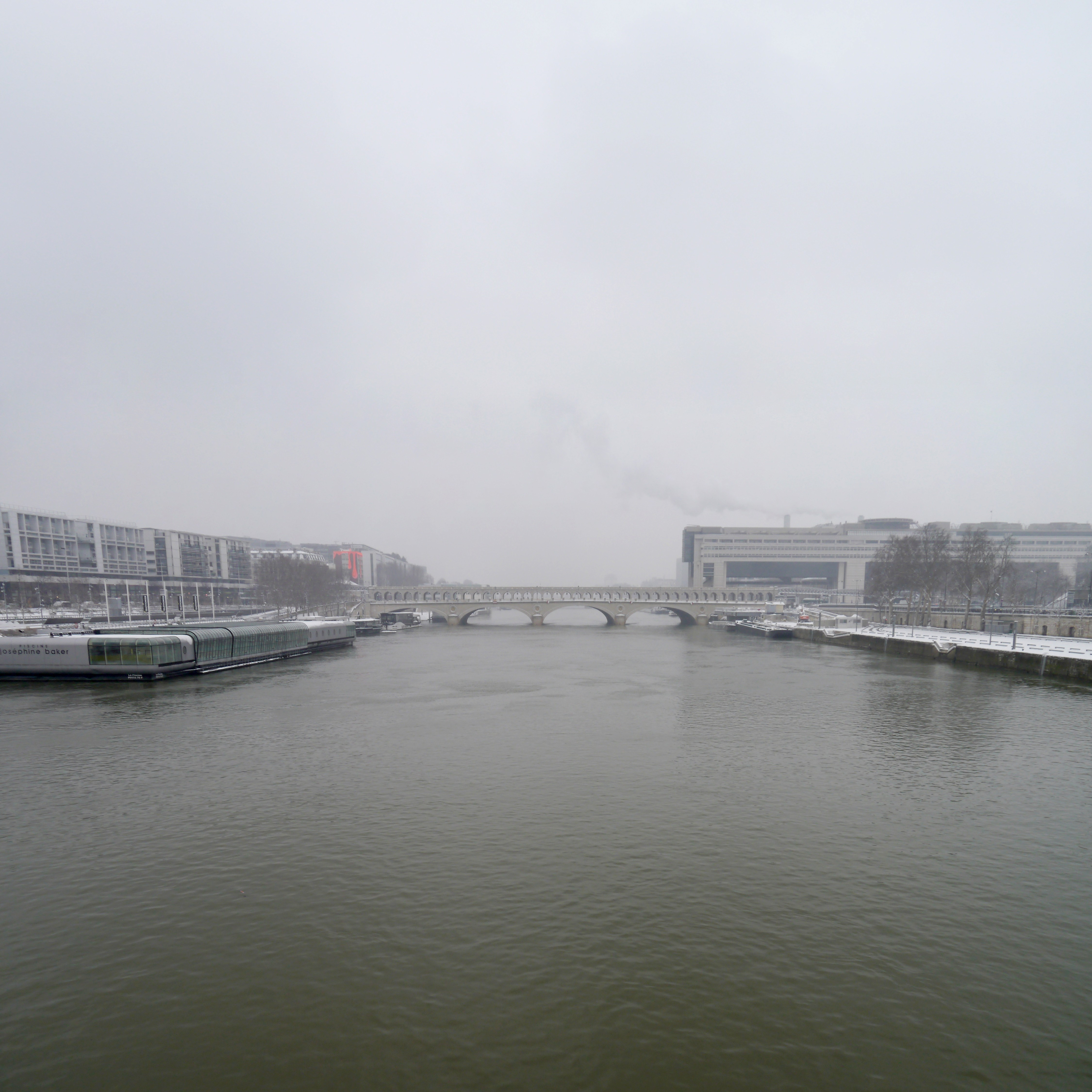
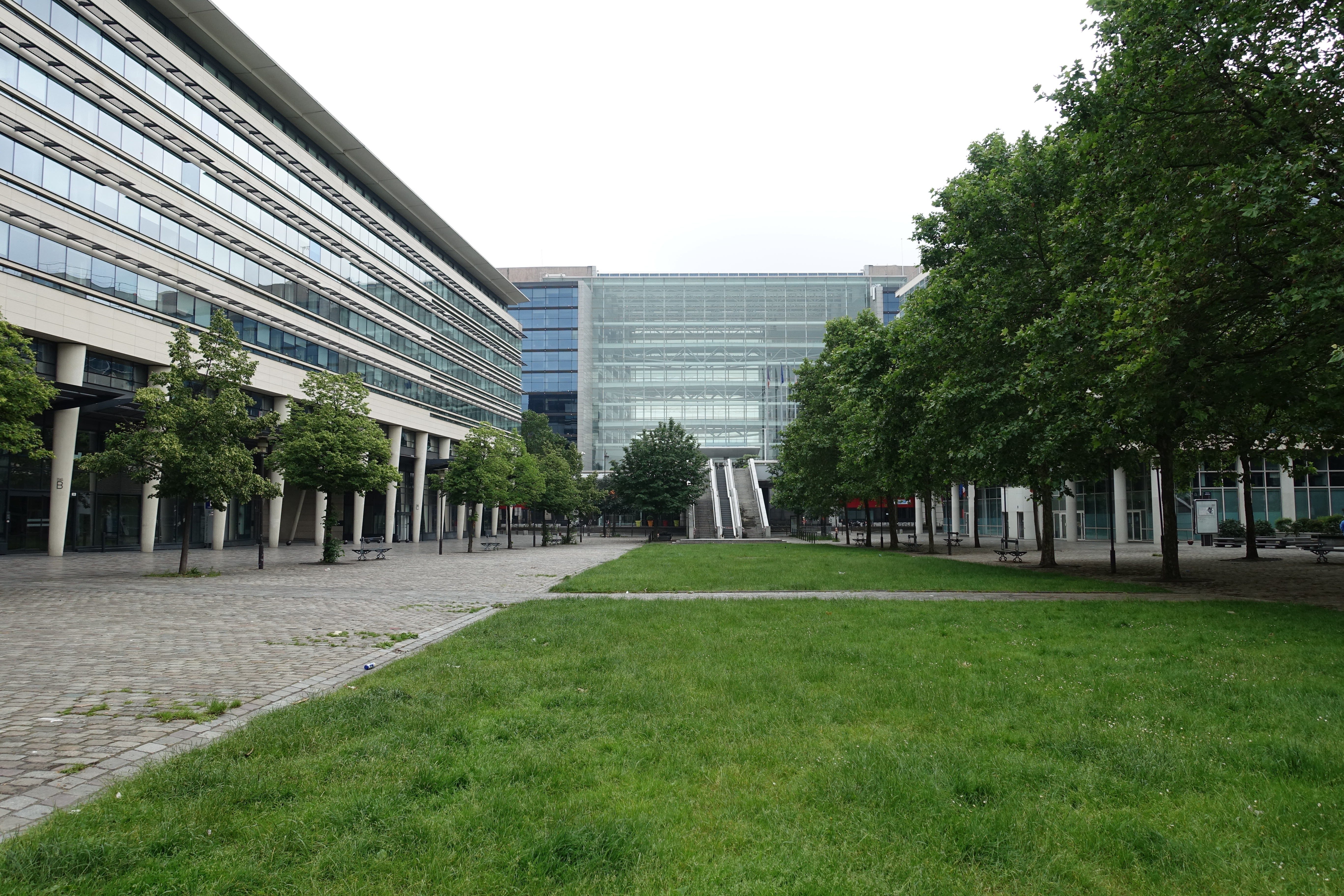

Le no 139 de la rue de Bercy, l'actuelle adresse postale du ministère correspond en réalité à l'ancien immeuble occupé jusqu’en 1983 par deux directions dépendantes du ministère des anciens combattants (celles des pensions, et celle des statuts de combattants et victimes de guerre), qui fut incorporé au nouvel ensemble architectural. Le site était autrefois occupé par le mur des Fermiers généraux. Après l'abandon de ce mur en 1860, le site est occupé par un magasin des fourrages militaires. Les bâtiments abritant le bureau de l'octroi de la barrière de Bercy et de la barrière de la Rapée, dit pavillon de l'ancienne douane et pavillon de la barrière d'eau, sont toutefois préservés. Les deux bâtiments, situés no 139 de la rue de Bercy et au no 160 du quai de Bercy, font l’objet d’une inscription au titre des monuments historiques depuis le 12 janvier 1962.
Au début des années 2000 certains services ont déménagé en Seine-Saint-Denis (Noisy-le-Grand, Montreuil-sous-Bois), en Seine-et-Marne (Noisiel), et dans le Val-de-Marne (Vincennes). Actuellement 5 100 personnes environ travaillent sur le site de Bercy.

## Culture
Les œuvres de nombreux artistes ornent les bâtiments du ministère, à Bercy, dans le cadre du 1 % artistique. Ainsi, quatre grands muraux qui ornent les murs du Hall Bérégovoy, des tapisseries, mosaïques, tapis et sols ou sculptures ornent certains murs, hall et jardins du ministère.
Dans le film Le Dîner de cons (1998), le personnage principal François Pignon est employé des Finances à Bercy, son collègue et ami Cheval y est contrôleur fiscal. Une scène du film L'Auberge espagnole (2002) est tournée au sein du ministère ainsi qu'une autre dans la série Dix pour cent, tandis que pour le film Mission impossible 6, une autre l'est en 2017 sur le toit du bâtiment « Colbert » où est aménagé depuis sa construction une hélistation qui n'a jamais été beaucoup utilisée ; son usage est aujourd'hui abandonné, entre autres raisons, à cause de sa dangerosité (notamment parce que l'aérologie du site a été perturbée par la construction à proximité des quatre tours de la bibliothèque de Tolbiac-François-Mitterrand).
Il est possible de visiter le site du ministère toute l'année sur réservation ou lors des journées européennes du patrimoine. Une visite virtuelle est aussi proposée.

## Télédoc
Télédoc est le système informatisé de transport du courrier sur le site de Bercy. Environ 500 wagonnets desservent 120 gares (dont une gare centrale) au moyen de 9 km de rails électromagnétiques distribuant tous les bâtiments jusqu’à la gare de Lyon. Il faut à peu près 20 minutes à un wagonnet pour acheminer des documents entre les deux points les plus éloignés (Hôtel des ministres et bâtiment Turgot près de la gare de Lyon) à une vitesse de 5 km/h.